# Запаљење крвних судова
Запаљење крвних судова или  васкулитис клинички је, патолошки процес који карактеришу запаљење и некроза крвних судова која се може појавити у било ком делу тела.   Запаљење може изазвати задебљање зидова крвних судова, и последично довести ди смањења пречника лумена крвног суда. Сужен лумен крвног суда доводи до смањеног  проток крви које доводи до оштећења органа и ткива.
Постоји много врста запаљење крвних судова, а већина њих спада у ретка стања. Запаљење крвних судова може захватити само један орган или неколико органа. Стање може бити краткотрајно или дуготрајно. Може погодити било кога, мада су неке врсте запаљења крвних судова чешће међу одређеним старосним групама. 
У зависности од врсте запаљење крвних судова, код неких стање болест се може побољшати без лечења, али већина облика захтева лекове за контролу упале и спречавање запаљења.

## Епидемиологија
Запаљење крвних судова је реткост. Сваке године у Великој Британији дијагностикује се око 14.000 нових случајева. Студија опште праксе у Великој Британији открила је да је најчешћи тип запаљење крвних судова - реуматска полимијалгија (ПР) - која је имала процењену кумулативну преваленцију (број људи који су икада имали болест у датом временском периоду) од 2,27%. Друга болест по учесталости је артеритис џиновских ћелија – са преваленцијом која је била 0,41%.

## Етиологија
Тачан узрок запаљење крвних судова није у потпуности схваћен. Неки типови су повезани са генетским саставом болесника. Други су резултат тога што имуни систем грешком напада ћелије крвних судова. Могући окидачи за ову реакцију имуног система укључују:
- инфекције, као што су хепатитис Б и хепатитис Ц
- рак крви
- болести имуног система, као што су реуматоидни артритис, лупус[5][6] и склеродерма
- реакције на одређене лекове.[7]

### Фактори ризика
Како од запаљење крвних судова може оболети било ко од нас, на његову појаву могу  утицати бројни фактори ризика (неки од њих наведени су у доњој табели ) 
| Фактори ризика       | Карактеристике |
| -------------------- | --- |
| Старост              | Артеритис џиновских ћелија ретко се јавља пре 50. године, док је Кавасакијева болест најчешћа код деце млађе од 5 година.                                                                        |
| Породична историја   | Бехчетова болест, грануломатоза са полиангиитисом и Кавасакијева болест понекад се јављају као породична болест.                                                                                 |
| Избор животног стила | Употреба кокаина може повећати ризик од развоја васкулитиса. Пушење дувана, посебно код мушкарац млађи од 45 година, може повећати ризик од Биргерове болести.                                   |
| Лекови.              | Васкулитис понекад могу изазвати лекови као што су хидралазин, алопуринол, миноциклин и пропилтиоурацил.                                                                                         |
| Инфекције            | Хепатитис Б или Ц може повећати ризик од васкулитиса. |
| Поремећаји имунитета | Људи који имају поремећаје у којима њихов имуни систем грешком напада сопствено тело могу бити изложени већем ризику од васкулитиса. Примери укључују лупус, реуматоидни артритис и склеродерму. |
| Пол                  | Артеритис џиновских ћелија је много чешћи код жена, док је Биргерова болест чешћа код мушкараца.                                                                                                 |

## Врсте
| Болести                                               | Карактеристике |
| ----------------------------------------------------- | --- |
| Бехчетова болест (синдром)                            | Мултисистемско аутоимуно обољење, које обухвата следеће симптоме: рецидивидирајући афтозни стоматитис, ранице на кожи и полним органима, иритис (запаљење дужице ока), артритис, васкулитис, као и поремећаје централног нервног система, дигестивног тракта и бубрега. Основна патолошка промена је запаљење крвних судова (упални процес) малих крвних судова или судова средње величине, а најчешће се јавља код млађих мушкараца. |
| Биргерова болест                                      | Неатеросклеротична васкуларна болест, која се карактерише минималном појавом атерома, сегментним васкуларним упалама, вазооклузивним променама, малих и средњих артерија и вена у горњим и доњим удовима. |
| Чарг- Штраусов синдром - или алергијска грануломатоза | Веома редак облик запаљење крвних судова). Код болесника се јављају знакови васкулитиса на кожи и унутрашњим органима, а ови симптоми су често удружени са астмом и повећаним бројем еозинофилних гранулоцита у крви. |
| Криоглобулинемија                                     | Стварање патолошких имуноглобулина (хладних аглутинина) који се таложе у циркулацији на хладноћи, као последица наследних или преосетљивих поремећаја функције имунског система. |
| Артеритис џиновских ћелија                            | Запаљење је крвних судова које лавном погађа велике артерије, укључујући темпоралне артерије, због чега се пацијенти често жале на болове у слепоочницама. Ретко се јавља, али је опасно ако болест утиче на око јер може довести до слепила. |
| Грануломатоза с полиангиитисом                        | Васкулитис је малих крвних судова повезан са антинеутрофилним цитоплазматским антителима. Најчешће су захваћени горњи и доњи респираторни систем и бубрези. Карактеристике болести укључују грануломатозно запаљење респираторног система и некротизирајући васкулитис малих и средњих крвних судова. Код већине пацијената, вишеструки системи органа су захваћени у време постављања дијагнозе, а могу бити присутни и општи симптоми, док око четвртине пацијената у почетку има локализовани облик болести, који обично захвата горњи респираторни систем или плућа. |
| Хенох-Шенлајнеова пурпура                             | Болест је код које долази до упале у врло малим крвним судовима. Обично погађа мале крвне судове у кожи, цревима и бубрезима. Услед крварења из упаљених крвних судова у кожи долази до појаве црвене или љубичасте оспе која се назива пурпура. До крварења може доћи и у цревима или бубрезима, што се испољава присуством крви у столици или урину (хематурија). Најчешћи је системски васкулитис код деце узраста између 5-15 година и чешће се јавља код дечака него код девојчица. Болест није наследна и заразна и њена појава не може да се спречи.              |
| Кавасакијева болест                                   | Релативно ретка аутоимуна болест која се манифестује васкулитисом или системским некротизирајућим запаљењем зидова средње великих и малих крвних судова, удружених са променама на слузницама и повећањем лимфних чворова. Болест се углавном јавља код деце испод пет година старости. |
| Такаиасуов артеритис                                  | Хронична (дуготрајна) болест у којој су запањене артерије Такође је познат и као болест без пулса и синдром лука аорте. Име потиче од доктора Миките Такаиасуса који је први пријавио овај облик васкулитиса 1905. године, др Микита Такаиасуа. |

## Клиничка слика

### Општи знаци и симптоми
Општи знаци и симптоми већине типова васкулитиса укључују:
- грозницу
- главобољу
- умор (општу слабост и малаксалост)
- губитак телесне тежине
- болове

### Други знаци и симптоми
Други знаци и симптоми који су повезани са захваћеним деловима тела, укључују:
Органа за варење
Ако су стомак или црева погођени васкулитисом, може се јавити бол након јела. Чиреви и перфорације су могући и могу довести до појаве крви у столици.
Чуло слуха
Код оштећења чула слуха васкулитисом може доћи до појаве вртоглавице, зујања у ушима и наглог губитка слуха.
Чуло вида
Васкулитис може изазвати црвенило очију, сврба или печење. Артеритис џиновских ћелија може изазвати двоструки вид и привремено или трајно слепило на једном или оба ока. Понекад је ово први знак болести.
Руке или стопала
Неке врсте васкулитиса могу изазвати утрнулост или слабост у шаци или стопалу. Дланови руку и табани могу натећи или се стврднути.
Плућа
Код оштећења плућа васкулитисом можете се јавитикратак дах или искашљати крви из плућа.
Кожа.
Крварење испод коже може се појавити у облику црвене мрље. Васкулитис такође може изазвати појаву квржице или отворених рана на кожи.

## Дијагноза
Дијагноза се поставља на основу анамнезе, историје болести, физичког прегледа. једног или више дијагностичких тестова и процедура како би се искључили друга стања која опонашају васкулитис или дијагностиковали васкулитис. Тестови и процедуре могу укључивати:
Тестови крви
Ови тестови траже знаке упале, као што је висок ниво Ц-реактивног протеина. Комплетна слика крвних зрнаца може рећи да ли имате довољно црвених крвних зрнаца. Тестови крви који траже одређена антитела - као што је тест анти-неутрофилних цитоплазматских антитела (АНЦА) - могу помоћи у дијагностици васкулитиса.
Сликовне методе
Неинвазивне технике снимања могу помоћи да се утврди који су крвни судови и органи захваћени. Они такође могу помоћи лекару да прати да ли болесник реагује а лечење. Сликовни тестови за васкулитис укључују рендгенско снимање, ултразвук, компјутеризовану томографију (ЦТ), магнетну резонанцу (МРИ) и позитронску емисиону томографију (ПЕТ).
Рендгенски снимци крвних судова (ангиографија) даје обрисе крвних судова који постају видљиви под дејством рендгенских зрака.
Биопсија
Биопсија је хируршка процедура у којој лекар узима мали узорак ткива са погођеног подручја болесниковог тела, и затим прегледа ово ткиво на знаке васкулитиса.

## Терапија
Терапија се заснива на контроли запаљења и управљање свим основним факторима који могу изазвати васкулитис.

### Лекови
Лекови који ће бити потребни за лечење васкулитиса зависе од врсте и тежине болести, вресте органа који су оболели и од било којих други пратећих здравствених проблеми које пацијент има.
Кортикостероидни лек, као што је преднизон, је најчешћа врста лека који се прописује за контролу упале повезане са васкулитисом. Нежељени ефекти кортикостероида могу бити озбиљни, посебно ако се кортикостероиди користе дуже време. Могући нежељени ефекти укључују повећање телесне тежине, шечерну болест и слабљење костију. Ако је кортикостероид потребан за дуготрајну терапију, пацијент мора добити најнижу могућу дозу.
Други лекови који се могу применити за контролу запањења узаједно са кортикостероидима (да би се доза кортикостероида могла што пре смањити), зависе од врсте васкулитиса који је присутан. Ови лекови могу укључивати метотрексат, азатиоприн (Имуран, Азасан), микофенолат, циклофосфамид, тоцилизумаб  или ритуксимаб. 

### Хирургија
Понекад васкулитис изазива анеуризму - избочење или балон у зиду крвног суда. Ово избочење можњ захтевати операцију да би се смањио ризик од изненадног пуцања анеуризме и масовног крварења. 
Блокирани проток крви кроз артерије такође може захтевати хируршки третман да би се повратио проток крви у захваћено подручју.

## Компликације
Компликације васкулитиса зависе од врсте и тежине општег стања, или су повезане са нежељеним ефектима лекова које пацијент користите за лечење болести. 
Најчешће компликације васкулитиса укључују:
Оштећење органа
Неке врсте васкулитиса које могу бити тешке, узрокују оштећење главних органа.
Крвни угрушци и анеуризме
Крвни угрушак који се може формирати у крвном суду, омета проток крви. Или ретко, васкулитис може изазвати слабљење и избочење зида крвног суда у виду анеуризме.
Губитак вида или слепило.
Ова компликација на очима је могућа код нелеченог облика артеритиса гигантских ћелија.
Инфекције
Неки од лекова који се користе за лечење васкулитиса могу ослабити имуни систем болесника, који потом постаје склонији инфекцијама.